# 蓬田城
蓬田城（よもぎたじょう）は、青森県東津軽郡蓬田村大字蓬田字汐越にあった日本の城（平山城）。中世の豪族・蓬田氏等が拠った城館で、大きく大館（おおだて）と小館（こだて）に分けられる。

## 概要
大館は、蓬田川の北、10万平方メートルの広大な面積を有している。東西600メートル・南北300メートル。水田に囲まれ、周囲より一段高い、杉木立に覆われた場所である。八幡宮・弁天堂が残っている。北と南東に堀が残り、北側の堀は長さ約300メートル・幅15メートル・深さ3メートル、南東側の堀は長さ50メートル・幅2メートル・深さ50センチメートルほどである。館周辺は縄文時代から弥生時代・平安時代・中世にかけての遺跡（蓬田大館遺跡）でもあり、現在も縄文土器や土師器が出土し、1972年（昭和47年）の遺跡範囲確認調査や、1975年（昭和50年）の金沢大学・早稲田大学による発掘調査の際も陶磁器が出土してる。
小館（埋蔵文化財包蔵地名は小館（1）遺跡）は、大館の南約1キロメートルの蓬田村大字阿弥陀川字汐干に位置し、東西150メートル・南北150メートル、周囲を水田に囲まれ、比高2-3メートルほどの場所にあり、中央の幅5メートル、深さ3メートルほどの堀により東西に分けられている。この堀は北の阿弥陀川の水を引いている。小館も縄文時代・平安時代・中世の遺跡で、擦文土器が発見され、1971年（昭和46年）・72年（昭和47年）の早稲田大学文学部考古学研究室の発掘調査により竪穴建物跡や井戸が発見された。
築城当初は小館のみであったのが、南北朝時代から室町時代に大館が築城され、そちらに移ったと思われる。

## 歴史
嘉禎4年（暦仁元年・1238年）に安東盛季の弟の潮潟通貞が築城したとされる。安東氏を南部氏が駆逐すると、奥瀬氏が入城し、奥瀬建助などの名が伝わっている。奥瀬氏が退去すると、文明年間に平将門より15代目の相馬則政が入城し、蓬田越前と名乗った。その後、油川城などと共に大浦為信に対抗していたようである。
『一統志』に「天正七年（1580年）津軽三郡大方大浦為信の手に属しけれども、外ヶ浜筋平均未だ成らず。油川、高田、荒川、蓬田、横内の者ども召に応ぜざりしかば、油川を追落さるべしとて天正十三年（1585年）三月彼の表へ手遣あり云々」との記述から、油川城落城と同時、またはその後、蓬田城も大浦氏の支配下にはいり、蓬田氏は南部に逃れたようである。これにより廃城となった。